# Mistrovství České republiky v orientačním běhu 2009
17. ročník Mistrovství České republiky v orientačním běhu proběhl v roce 2009 v pěti individuálních a dvou týmových disciplínách.

## Nejúspěšnější závodníci
Pořadí závodníků podle získaných medailí (tzv. olympijského hodnocení) všech mistrovských kategorií (D16 – mladší dorostenky, D18 – starší dorostenky, D20 – juniorky, D21 – ženy, H16 – mladší dorostenci, H18 – starší dorostenci, H20 – junioři, H21 – muži) v individuálních disciplínách v roce 2009. Uvedeni jsou závodníci, kteří získali alespoň dvě medaile a zároveň alespoň jednu zlatou medaili.
| Medailové pořadí závodníků na MČR | Medailové pořadí závodníků na MČR | Medailové pořadí závodníků na MČR | Medailové pořadí závodníků na MČR | Medailové pořadí závodníků na MČR |
| Jméno                             | 1. místo                          | 2. místo                          | 3. místo                          | Celkem                            |
| --------------------------------- | --------------------------------- | --------------------------------- | --------------------------------- | --------------------------------- |
| Filip Hadač                       | 3                                 |                                   |                                   | 3                                 |
| Miloš Nykodým                     | 2                                 | 2                                 |                                   | 4                                 |
| Ivana Bochenková                  | 2                                 | 2                                 |                                   | 4                                 |
| Vendula Horčičková                | 2                                 | 2                                 |                                   | 4                                 |
| Tereza Novotná                    | 2                                 | 1                                 |                                   | 3                                 |
| Adéla Indráková                   | 2                                 |                                   | 1                                 | 3                                 |
| Pavel Kubát                       | 2                                 |                                   | 1                                 | 3                                 |
| Iveta Duchová                     | 2                                 |                                   | 1                                 | 3                                 |
| Daniel Hájek                      | 2                                 |                                   |                                   | 2                                 |
| Osvald Kozák                      | 2                                 |                                   |                                   | 2                                 |
| Matěj Klusáček                    | 1                                 | 2                                 |                                   | 3                                 |
| Martina Dočkalová                 | 1                                 | 2                                 |                                   | 3                                 |
| Jan Petržela                      | 1                                 | 2                                 |                                   | 3                                 |
| Eva Kabáthová                     | 1                                 | 2                                 |                                   | 3                                 |
| Markéta Novotná                   | 1                                 | 1                                 | 1                                 | 3                                 |
| Johanka Šimková                   | 1                                 | 1                                 |                                   | 2                                 |
| Dana Brožková                     | 1                                 | 1                                 |                                   | 2                                 |
| Jiří Nečas                        | 1                                 | 1                                 |                                   | 2                                 |
| Ondřej Kantor                     | 1                                 |                                   | 3                                 | 4                                 |
| Marek Schuster                    | 1                                 |                                   | 2                                 | 3                                 |
| Tereza Petrželová                 | 1                                 |                                   | 1                                 | 2                                 |
| Michal Smola                      | 1                                 |                                   | 1                                 | 2                                 |
| Tomáš Dlabaja                     | 1                                 |                                   | 1                                 | 2                                 |

## Mistrovství ČR na dlouhé trati
| Datum závodu   | 25. 4. 2009     |  | Místo konání    | Svratka • aréna                         |  | Pořadatel       | OOB SK Chrast |
| Ředitel závodu | Jaroslav Matras |  | Hlavní rozhodčí | Tomáš Matras                            |  | Stavitelé tratí | Josef Vítek   |
| Název mapy     | Řasnička západ  |  | Web závodu      | http://www.obchrast.com/nz.php?nzid=500 |  | Výsledky závodu |               |

| Zkrácené výsledky             | Zkrácené výsledky       | Zkrácené výsledky        | Zkrácené výsledky       | Zkrácené výsledky       | Zkrácené výsledky | Zkrácené výsledky       | Zkrácené výsledky          | Zkrácené výsledky       | Zkrácené výsledky       |
| Pořadí                        | H21 – muži              | H21 – muži               | H21 – muži              | H21 – muži              | Pořadí            | D21 – ženy              | D21 – ženy                 | D21 – ženy              | D21 – ženy              |
| ----------------------------- | ----------------------- | ------------------------ | ----------------------- | ----------------------- | ----------------- | ----------------------- | -------------------------- | ----------------------- | ----------------------- |
| Zlatá medaile                 | Osvald Kozák            | KOS TJ Tesla Brno        | 2:26:50                 |                         | Zlatá medaile     | Iveta Duchová           | OK Lokomotiva Pardubice    | 1:58:38                 |                         |
| Stříbrná medaile              | Petr Losman             | OK 99 Hradec Králové     | 2:27:51                 | +1:01                   | Stříbrná medaile  | Zdenka Kozáková         | KOS TJ Tesla Brno          | 2:01:35                 | +2:57                   |
| Bronzová medaile              | Zdeněk Rajnošek         | SK Žabovřesky Brno       | 2:30:34                 | +3:44                   | Bronzová medaile  | Jana Panchártková       | OK 99 Hradec Králové       | 2:05:18                 | +6:40                   |
| 4                             | David Hepner            | OK Slavia Hradec Králové | 2:30:45                 | +3:55                   | 4                 | Simona Karochová        | Oddíl OB Kotlářka          | 2:06:24                 | +7:46                   |
| 5                             | Michal Jedlička         | OK Slavia Hradec Králové | 2:33:34                 | +6:44                   | 5                 | Katarína Labašová       | KOB Dobruška               | 2:06:26                 | +7:48                   |
| 6                             | Tomáš Udržal            | OK Lokomotiva Pardubice  | 2:42:11                 | +15:21                  | 6                 | Martina Dočkalová       | OK Lokomotiva Pardubice    | 2:06:28                 | +7:50                   |
| 7                             | Vojtěch Král            | SK Severka Šumperk       | 2:45:03                 | +18:13                  | 7                 | Barbora Baldrianová     | USK Praha                  | 2:11:35                 | +12:57                  |
| 8                             | Tomáš Krajča            | SKOB Zlín                | 2:46:47                 | +19:57                  | 8                 | Šárka Svobodná          | Oddíl OB Kotlářka          | 2:16:48                 | +18:10                  |
| 9                             | Marek Cahel             | OOB TJ Slovan Luhačovice | 2:49:50                 | +23:00                  | 9                 | Lenka Hrobařová         | SOOB Spartak Rychnov n.Kn. | 2:24:08                 | +25:30                  |
| 10                            | Michal Besta            | SK Jamnice               | 2:50:13                 | +23:23                  | 10                | Marta Fenclová          | OK Lokomotiva Pardubice    | 2:26:26                 | +27:48                  |
| Pořadí                        | H20 – junioři           | H20 – junioři            | H20 – junioři           | H20 – junioři           | Pořadí            | D20 – juniorky          | D20 – juniorky             | D20 – juniorky          | D20 – juniorky          |
| Zlatá medaile                 | Daniel Hájek            | SK Žabovřesky Brno       | 2:08:16                 |                         | Zlatá medaile     | Jindra Hlavová          | KOB Konice                 | 1:41:49                 |                         |
| Stříbrná medaile              | Miloš Nykodým           | SK Žabovřesky Brno       | 2:11:42                 | +3:26                   | Stříbrná medaile  | Lenka Poklopová         | SOB Olomouc                | 1:45:49                 | +4:00                   |
| Bronzová medaile              | Ondřej Malý             | OB Vizovice              | 2:21:31                 | +13:15                  | Bronzová medaile  | Tereza Petrželová       | OK Slavia Hradec Králové   | 1:48:30                 | +6:41                   |
| Pořadí                        | H18 – starší dorostenci | H18 – starší dorostenci  | H18 – starší dorostenci | H18 – starší dorostenci | Pořadí            | D18 – starší dorostenky | D18 – starší dorostenky    | D18 – starší dorostenky | D18 – starší dorostenky |
| Zlatá medaile                 | Ondřej Kantor           | TJ TŽ Třinec             | 1:40:55                 |                         | Zlatá medaile     | Tereza Novotná          | OK 99 Hradec Králové       | 1:28:38                 |                         |
| Stříbrná medaile              | Michal Hubáček          | OOB TJ Slovan Luhačovice | 1:43:17                 | +2:22                   | Stříbrná medaile  | Vendula Horčičková      | SOB Olomouc                | 1:30:31                 | +1:53                   |
| Bronzová medaile              | Pavel Kubát             | OK 99 Hradec Králové     | 1:43:32                 | +2:37                   | Stříbrná medaile  | Johanka Šimková         | SOB Olomouc                | 1:30:31                 | +1:53                   |
| << předchozí • následující >> |                         |                          |                         |                         |                   |                         |                            |                         |                         |

Souhrnné informace naleznete v článku Mistrovství České republiky v orientačním běhu na dlouhé trati.

## Mistrovství ČR v nočním OB
| Datum závodu   | 1. 5. 2009 |  | Místo konání    | Mariánské Lázně • aréna                                            |  | Pořadatel       | MLOK Mariánské Lázně |
| Ředitel závodu | Jan Fišák  |  | Hlavní rozhodčí | Karel Rambousek st.                                                |  | Stavitelé tratí | Jan Michalec         |
| Název mapy     | Balbín     |  | Web závodu      | https://web.archive.org/web/20180110175541/http://dlouhanoc.wz.cz/ |  | Výsledky závodu |                      |

| Zkrácené výsledky             | Zkrácené výsledky       | Zkrácené výsledky        | Zkrácené výsledky       | Zkrácené výsledky       | Zkrácené výsledky | Zkrácené výsledky       | Zkrácené výsledky          | Zkrácené výsledky       | Zkrácené výsledky       |
| Pořadí                        | H21 – muži              | H21 – muži               | H21 – muži              | H21 – muži              | Pořadí            | D21 – ženy              | D21 – ženy                 | D21 – ženy              | D21 – ženy              |
| ----------------------------- | ----------------------- | ------------------------ | ----------------------- | ----------------------- | ----------------- | ----------------------- | -------------------------- | ----------------------- | ----------------------- |
| Zlatá medaile                 | David Hepner            | OK Slavia Hradec Králové | 1:05:00                 |                         | Zlatá medaile     | Zuzana Stehnová         | OK Slavia Hradec Králové   | 49:12                   |                         |
| Stříbrná medaile              | Petr Váňa               | OOB TJ Turnov            | 1:06:56                 | +1:56                   | Stříbrná medaile  | Martina Fejlková        | OK Slavia Hradec Králové   | 50:31                   | +1:19                   |
| Bronzová medaile              | Vojtěch Hora            | SK Praga                 | 1:07:57                 | +2:57                   | Bronzová medaile  | Iva Rufferová           | OK Jiskra Nový Bor         | 52:10                   | +2:58                   |
| 4                             | Vojtěch Král            | SK Severka Šumperk       | 1:08:00                 | +3:00                   | 4                 | Barbora Baldrianová     | USK Praha                  | 53:41                   | +4:29                   |
| 5                             | Petr Losman             | OK 99 Hradec Králové     | 1:08:34                 | +3:34                   | 5                 | Vendula Doležalová      | OK 99 Hradec Králové       | 53:56                   | +4:44                   |
| 6                             | Jan Beneš               | Sportcentrum Jičín       | 1:08:58                 | +3:58                   | 6                 | Simona Karochová        | Oddíl OB Kotlářka          | 54:45                   | +5:33                   |
| 7                             | Jan Flašar              | SK Praga                 | 1:09:03                 | +4:03                   | 7                 | Kristýna Kovářová       | Oddíl OB Kotlářka          | 55:48                   | +6:36                   |
| 8                             | Michal Besta            | SK Jamnice               | 1:09:15                 | +4:15                   | 8                 | Martina Spurná          | SK Praga                   | 57:21                   | +8:09                   |
| 9                             | Martin Váňa             | OOB TJ Turnov            | 1:10:17                 | +5:17                   | 9                 | Iva Košárková           | OK Sparta Praha            | 1:00:02                 | +10:50                  |
| 10                            | Štěpán Dlabaja          | SKOB Zlín                | 1:10:46                 | +5:46                   | 10                | Kateřina Kašková        | OK Chrastava               | 1:05:59                 | +16:47                  |
| Pořadí                        | H20 – junioři           | H20 – junioři            | H20 – junioři           | H20 – junioři           | Pořadí            | D20 – juniorky          | D20 – juniorky             | D20 – juniorky          | D20 – juniorky          |
| Zlatá medaile                 | Miloš Nykodým           | SK Žabovřesky Brno       | 56:05                   |                         | Zlatá medaile     | Eva Kabáthová           | SK Žabovřesky Brno         | 39:24                   |                         |
| Stříbrná medaile              | Pavel Procházka         | OK Jilemnice             | 56:35                   | +0:30                   | Stříbrná medaile  | Ivana Bochenková        | Oddíl OB Kotlářka          | 42:02                   | +2:38                   |
| Bronzová medaile              | Vojtěch Vozda           | Magnus Orienteering      | 1:04:08                 | +8:03                   | Bronzová medaile  | Adéla Jakobová          | SOB Olomouc                | 42:13                   | +2:49                   |
| Pořadí                        | H18 – starší dorostenci | H18 – starší dorostenci  | H18 – starší dorostenci | H18 – starší dorostenci | Pořadí            | D18 – starší dorostenky | D18 – starší dorostenky    | D18 – starší dorostenky | D18 – starší dorostenky |
| Zlatá medaile                 | Pavel Kubát             | OK 99 Hradec Králové     | 47:39                   |                         | Zlatá medaile     | Adéla Indráková         | SOB Olomouc                | 38:35                   |                         |
| Stříbrná medaile              | Boris Navrátil          | OOB TJ Baník Ostrava     | 48:40                   | +1:01                   | Stříbrná medaile  | Denisa Kosová           | SOOB Spartak Rychnov n.Kn. | 40:50                   | +2:15                   |
| Bronzová medaile              | Štěpán Zimmermann       | SK Žabovřesky Brno       | 50:07                   | +2:28                   | Bronzová medaile  | Karolína Teplá          | OK Slavia Hradec Králové   | 41:40                   | +3:05                   |
| Pořadí                        | H16 – mladší dorostenci | H16 – mladší dorostenci  | H16 – mladší dorostenci | H16 – mladší dorostenci | Pořadí            | D16 – mladší dorostenky | D16 – mladší dorostenky    | D16 – mladší dorostenky | D16 – mladší dorostenky |
| Zlatá medaile                 | Filip Hadač             | Orientační Běh Opava     | 34:21                   |                         | Zlatá medaile     | Johanka Šimková         | SOB Olomouc                | 35:22                   |                         |
| Stříbrná medaile              | Michal Argaláš          | TJ TŽ Třinec             | 35:51                   | +1:30                   | Stříbrná medaile  | Markéta Novotná         | OK 99 Hradec Králové       | 35:29                   | +0:07                   |
| Bronzová medaile              | Marek Minář             | Magnus Orienteering      | 37:50                   | +3:29                   | Bronzová medaile  | Markéta Tesařová        | SK Žabovřesky Brno         | 36:18                   | +0:56                   |
| << předchozí • následující >> |                         |                          |                         |                         |                   |                         |                            |                         |                         |

Souhrnné informace naleznete v článku Mistrovství České republiky v nočním orientačním běhu.

## Mistrovství ČR ve sprintu
Česká televize přenášela závod na ČT sport, záznam je k dispozici na iVysílání.
| Datum závodu   | 19. 6. 2009 |  | Místo konání    | Kutná Hora • aréna   |  | Pořadatel       | OK Lokomotiva Pardubice   |
| Ředitel závodu | Karel Haas  |  | Hlavní rozhodčí | Petr Klimpl          |  | Stavitelé tratí | Zbyněk Štěrba, Adam Zitka |
| Název mapy     | Kutná Hora  |  | Web závodu      | http://lpu.cz/mcr09/ |  | Výsledky závodu |                           |

| Zkrácené výsledky             | Zkrácené výsledky       | Zkrácené výsledky         | Zkrácené výsledky       | Zkrácené výsledky       | Zkrácené výsledky | Zkrácené výsledky       | Zkrácené výsledky          | Zkrácené výsledky       | Zkrácené výsledky       |
| Pořadí                        | H21 – muži              | H21 – muži                | H21 – muži              | H21 – muži              | Pořadí            | D21 – ženy              | D21 – ženy                 | D21 – ženy              | D21 – ženy              |
| ----------------------------- | ----------------------- | ------------------------- | ----------------------- | ----------------------- | ----------------- | ----------------------- | -------------------------- | ----------------------- | ----------------------- |
| Zlatá medaile                 | Tomáš Dlabaja           | SK Žabovřesky Brno        | 13:59                   |                         | Zlatá medaile     | Iveta Duchová           | OK Lokomotiva Pardubice    | 15:52                   |                         |
| Stříbrná medaile              | Štěpán Kodeda           | Sportcentrum Jičín        | 14:22                   | +0:23                   | Stříbrná medaile  | Martina Dočkalová       | OK Lokomotiva Pardubice    | 15:52                   | +0:00                   |
| Bronzová medaile              | Jan Procházka           | SK Praga                  | 14:23                   | +0:24                   | Bronzová medaile  | Šárka Svobodná          | Oddíl OB Kotlářka          | 16:03                   | +0:11                   |
| 4                             | Jan Mrázek              | OK Sparta Praha           | 14:36                   | +0:37                   | 4                 | Jana Panchártková       | OK 99 Hradec Králové       | 16:34                   | +0:42                   |
| 4                             | Petr Losman             | OK 99 Hradec Králové      | 14:36                   | +0:37                   | 5                 | Dana Brožková           | Sportcentrum Jičín         | 16:36                   | +0:44                   |
| 6                             | Michal Smola            | SKOB Zlín                 | 14:50                   | +0:51                   | 6                 | Martina Spurná          | SK Praga                   | 16:52                   | +1:00                   |
| 7                             | Zdeněk Rajnošek         | SK Žabovřesky Brno        | 14:54                   | +0:55                   | 7                 | Katarína Labašová       | KOB Dobruška               | 16:54                   | +1:02                   |
| 8                             | Luboš Matějů            | SK Praga                  | 15:01                   | +1:02                   | 8                 | Monika Doležalová       | OK Kamenice                | 17:06                   | +1:14                   |
| 9                             | Jan Šedivý              | SK Praga                  | 15:07                   | +1:08                   | 9                 | Zdenka Kozáková         | KOS TJ Tesla Brno          | 17:12                   | +1:20                   |
| 10                            | Pavol Bukovac           | SK Žabovřesky Brno        | 15:07                   | +1:08                   | 10                | Kamila Gregorová        | SK OB Chotěboř             | 17:24                   | +1:32                   |
| Pořadí                        | H20 – junioři           | H20 – junioři             | H20 – junioři           | H20 – junioři           | Pořadí            | D20 – juniorky          | D20 – juniorky             | D20 – juniorky          | D20 – juniorky          |
| Zlatá medaile                 | Matěj Klusáček          | SK Žabovřesky Brno        | 14:37                   |                         | Zlatá medaile     | Ivana Bochenková        | Oddíl OB Kotlářka          | 14:40                   |                         |
| Stříbrná medaile              | Miloš Nykodým           | SK Žabovřesky Brno        | 14:52                   | +0:15                   | Stříbrná medaile  | Eva Kabáthová           | SK Žabovřesky Brno         | 14:55                   | +0:15                   |
| Bronzová medaile              | Jakub Zimmermann        | SK Žabovřesky Brno        | 14:57                   | +0:20                   | Bronzová medaile  | Adéla Jakobová          | SOB Olomouc                | 15:17                   | +0:37                   |
| Pořadí                        | H18 – starší dorostenci | H18 – starší dorostenci   | H18 – starší dorostenci | H18 – starší dorostenci | Pořadí            | D18 – starší dorostenky | D18 – starší dorostenky    | D18 – starší dorostenky | D18 – starší dorostenky |
| Zlatá medaile                 | Jan Petržela            | OOB TJ Lokomotiva Trutnov | 13:19                   |                         | Zlatá medaile     | Tereza Novotná          | OK 99 Hradec Králové       | 14:13                   |                         |
| Stříbrná medaile              | Jiří Nečas              | SKOB Zlín                 | 13:38                   | +0:19                   | Stříbrná medaile  | Denisa Kosová           | SOOB Spartak Rychnov n.Kn. | 15:09                   | +0:56                   |
| Bronzová medaile              | Ondřej Kantor           | TJ TŽ Třinec              | 13:47                   | +0:28                   | Bronzová medaile  | Adéla Indráková         | SOB Olomouc                | 15:21                   | +1:08                   |
| Pořadí                        | H16 – mladší dorostenci | H16 – mladší dorostenci   | H16 – mladší dorostenci | H16 – mladší dorostenci | Pořadí            | D16 – mladší dorostenky | D16 – mladší dorostenky    | D16 – mladší dorostenky | D16 – mladší dorostenky |
| Zlatá medaile                 | Filip Hadač             | Orientační Běh Opava      | 13:24                   |                         | Zlatá medaile     | Markéta Novotná         | OK 99 Hradec Králové       | 13:55                   |                         |
| Stříbrná medaile              | Michal Hubáček          | OOB TJ Slovan Luhačovice  | 13:30                   | +0:06                   | Stříbrná medaile  | Vendula Horčičková      | SOB Olomouc                | 14:37                   | +0:42                   |
| Bronzová medaile              | Marek Schuster          | Orientační Běh Opava      | 13:33                   | +0:09                   | Bronzová medaile  | Petra Pavlovcová        | OOB TJ Turnov              | 14:52                   | +0:57                   |
| << předchozí • následující >> |                         |                           |                         |                         |                   |                         |                            |                         |                         |

Souhrnné informace naleznete v článku Mistrovství České republiky v orientačním běhu ve sprintu.

## Mistrovství ČR na krátké trati
| Datum závodu   | 20.–21. 6. 2009 |  | Místo konání    | Zdechovice • aréna   |  | Pořadatel       | OK Lokomotiva Pardubice |
| Ředitel závodu | Dušan Stránský  |  | Hlavní rozhodčí | Václav Farář         |  | Stavitelé tratí | Jan Kaplan              |
| Název mapy     | Katovna východ  |  | Web závodu      | http://lpu.cz/mcr09/ |  | Výsledky závodu |                         |

| Zkrácené výsledky             | Zkrácené výsledky       | Zkrácené výsledky          | Zkrácené výsledky       | Zkrácené výsledky       | Zkrácené výsledky | Zkrácené výsledky       | Zkrácené výsledky           | Zkrácené výsledky       | Zkrácené výsledky       |
| Pořadí                        | H21 – muži              | H21 – muži                 | H21 – muži              | H21 – muži              | Pořadí            | D21 – ženy              | D21 – ženy                  | D21 – ženy              | D21 – ženy              |
| ----------------------------- | ----------------------- | -------------------------- | ----------------------- | ----------------------- | ----------------- | ----------------------- | --------------------------- | ----------------------- | ----------------------- |
| Zlatá medaile                 | Michal Smola            | SKOB Zlín                  | 31:32                   |                         | Zlatá medaile     | Martina Dočkalová       | OK Lokomotiva Pardubice     | 31:29                   |                         |
| Stříbrná medaile              | Vojtěch Král            | SK Severka Šumperk         | 33:22                   | +1:50                   | Stříbrná medaile  | Dana Brožková           | Sportcentrum Jičín          | 32:05                   | +0:36                   |
| Bronzová medaile              | Tomáš Dlabaja           | SK Žabovřesky Brno         | 33:34                   | +2:02                   | Bronzová medaile  | Iveta Duchová           | OK Lokomotiva Pardubice     | 32:37                   | +1:08                   |
| 4                             | Adam Chromý             | SK Žabovřesky Brno         | 33:44                   | +2:12                   | 4                 | Monika Topinková        | OK 99 Hradec Králové        | 33:17                   | +1:48                   |
| 5                             | Zdeněk Rajnošek         | SK Žabovřesky Brno         | 33:45                   | +2:13                   | 5                 | Jana Panchártková       | OK 99 Hradec Králové        | 34:02                   | +2:33                   |
| 6                             | Petr Losman             | OK 99 Hradec Králové       | 33:46                   | +2:14                   | 6                 | Zdenka Kozáková         | KOS TJ Tesla Brno           | 34:05                   | +2:36                   |
| 7                             | Eduard Šmehlík          | OK Slavia Hradec Králové   | 34:00                   | +2:28                   | 7                 | Martina Spurná          | SK Praga                    | 35:02                   | +3:33                   |
| 8                             | Michal Jedlička         | OK Slavia Hradec Králové   | 34:07                   | +2:35                   | 8                 | Lucie Krafková          | OOB TJ Turnov               | 35:02                   | +3:33                   |
| 9                             | Jan Šedivý              | SK Praga                   | 34:39                   | +3:07                   | 9                 | Bohdana Heczková        | Slavia Liberec orienteering | 35:38                   | +4:09                   |
| 10                            | Petr Fodor              | OOB TJ Turnov              | 34:49                   | +3:17                   | 10                | Hana Hlavová            | SK Žabovřesky Brno          | 35:53                   | +4:24                   |
| Pořadí                        | H20 – junioři           | H20 – junioři              | H20 – junioři           | H20 – junioři           | Pořadí            | D20 – juniorky          | D20 – juniorky              | D20 – juniorky          | D20 – juniorky          |
| Zlatá medaile                 | Daniel Hájek            | SK Žabovřesky Brno         | 28:10                   |                         | Zlatá medaile     | Ivana Bochenková        | Oddíl OB Kotlářka           | 29:27                   |                         |
| Stříbrná medaile              | Matěj Klusáček          | SK Žabovřesky Brno         | 28:26                   | +0:16                   | Stříbrná medaile  | Eva Kabáthová           | SK Žabovřesky Brno          | 30:40                   | +1:13                   |
| Bronzová medaile              | Adam Dusílek            | SOOB Spartak Rychnov n.Kn. | 29:32                   | +1:22                   | Bronzová medaile  | Jana Knapová            | OK Lokomotiva Pardubice     | 30:46                   | +1:19                   |
| Pořadí                        | H18 – starší dorostenci | H18 – starší dorostenci    | H18 – starší dorostenci | H18 – starší dorostenci | Pořadí            | D18 – starší dorostenky | D18 – starší dorostenky     | D18 – starší dorostenky | D18 – starší dorostenky |
| Zlatá medaile                 | Jiří Nečas              | SKOB Zlín                  | 23:44                   |                         | Zlatá medaile     | Adéla Indráková         | SOB Olomouc                 | 24:11                   |                         |
| Stříbrná medaile              | Jan Petržela            | OOB TJ Lokomotiva Trutnov  | 23:52                   | +0:08                   | Stříbrná medaile  | Tereza Novotná          | OK 99 Hradec Králové        | 24:42                   | +0:31                   |
| Bronzová medaile              | Ondřej Kantor           | TJ TŽ Třinec               | 24:31                   | +0:47                   | Bronzová medaile  | Denisa Kosová           | SOOB Spartak Rychnov n.Kn.  | 25:29                   | +1:18                   |
| Pořadí                        | H16 – mladší dorostenci | H16 – mladší dorostenci    | H16 – mladší dorostenci | H16 – mladší dorostenci | Pořadí            | D16 – mladší dorostenky | D16 – mladší dorostenky     | D16 – mladší dorostenky | D16 – mladší dorostenky |
| Zlatá medaile                 | Marek Schuster          | Orientační Běh Opava       | 23:18                   |                         | Zlatá medaile     | Vendula Horčičková      | SOB Olomouc                 | 23:54                   |                         |
| Stříbrná medaile              | Michal Hubáček          | OOB TJ Slovan Luhačovice   | 25:07                   | +1:49                   | Stříbrná medaile  | Petra Pavlovcová        | OOB TJ Turnov               | 24:21                   | +0:27                   |
| Bronzová medaile              | Adam Chloupek           | SK Studenec                | 25:12                   | +1:54                   | Bronzová medaile  | Markéta Novotná         | OK 99 Hradec Králové        | 25:06                   | +1:12                   |
| << předchozí • následující >> |                         |                            |                         |                         |                   |                         |                             |                         |                         |

Souhrnné informace naleznete v článku Mistrovství České republiky v orientačním běhu na krátké trati.

## Mistrovství ČR na klasické trati
Česká televize ze závodů připravila 20 minutovou reportáž.
| Datum závodu   | 19.–20. 9. 2009 |  | Místo konání    | Blansko - Palava • aréna        |  | Pořadatel       | SK Žabovřesky Brno |
| Ředitel závodu | Jan Urban       |  | Hlavní rozhodčí | Libor Zřídkaveselý              |  | Stavitel tratí  | Libor Zřídkaveselý |
| Název mapy     | Palava          |  | Web závodu      | http://zbm.eob.cz/zavody/mcr09/ |  | Výsledky závodu |                    |

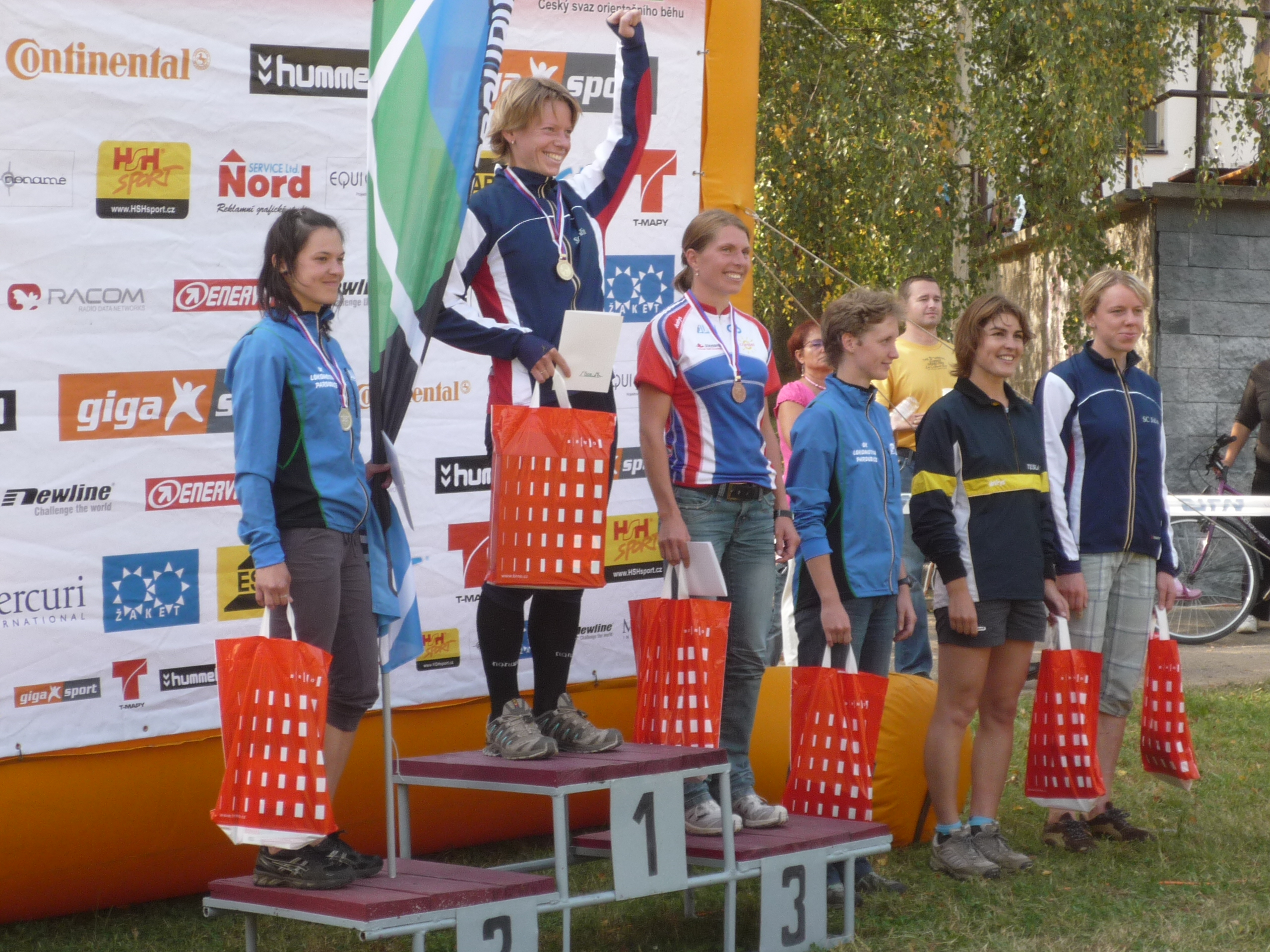
Stupně vítězů klasiky žen.
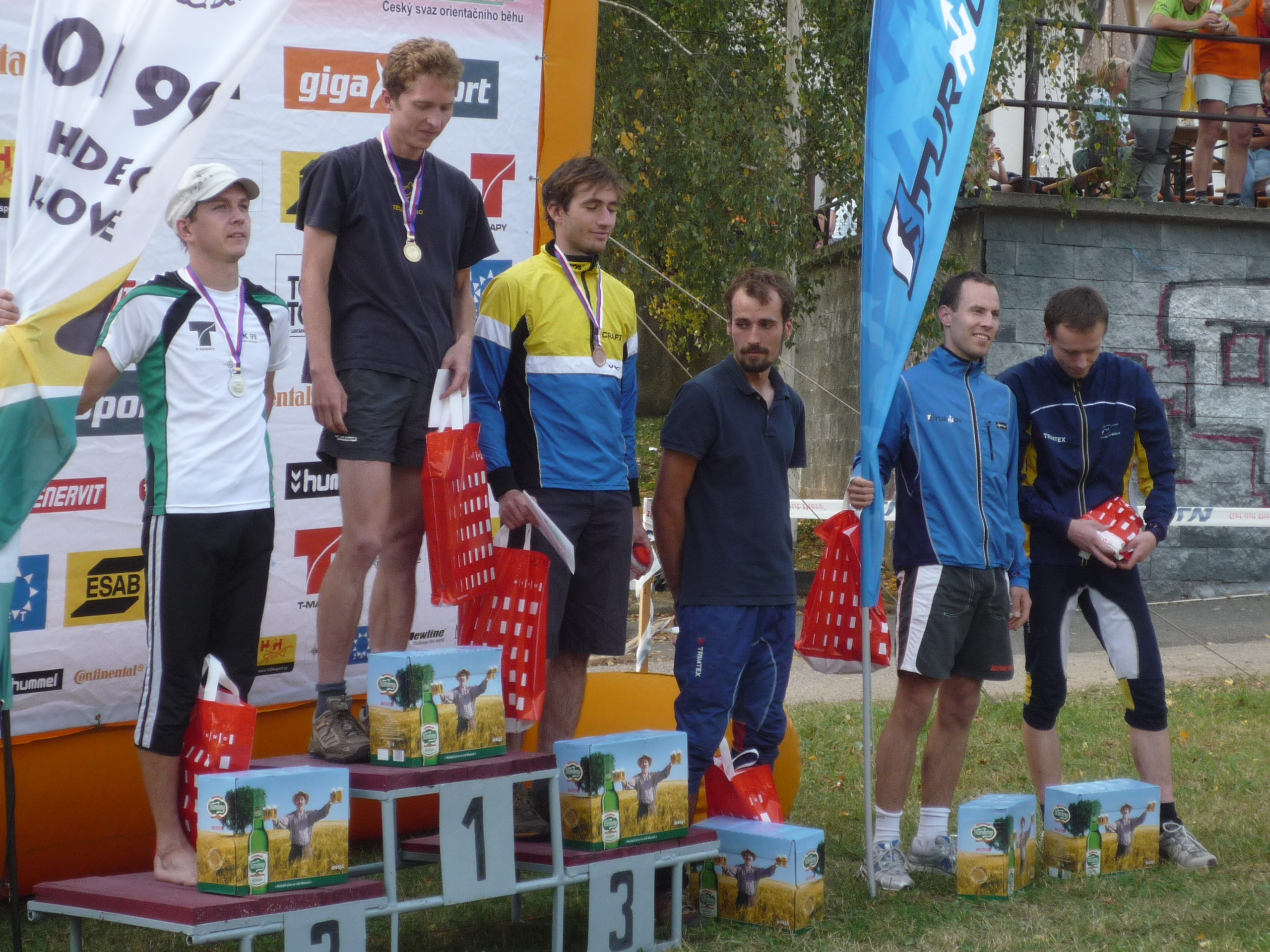
Stupně vítězů klasiky mužů.

| Zkrácené výsledky             | Zkrácené výsledky       | Zkrácené výsledky         | Zkrácené výsledky       | Zkrácené výsledky       | Zkrácené výsledky | Zkrácené výsledky       | Zkrácené výsledky           | Zkrácené výsledky       | Zkrácené výsledky       |
| Pořadí                        | H21 – muži              | H21 – muži                | H21 – muži              | H21 – muži              | Pořadí            | D21 – ženy              | D21 – ženy                  | D21 – ženy              | D21 – ženy              |
| ----------------------------- | ----------------------- | ------------------------- | ----------------------- | ----------------------- | ----------------- | ----------------------- | --------------------------- | ----------------------- | ----------------------- |
| Zlatá medaile                 | Osvald Kozák            | KOS TJ Tesla Brno         | 1:48:21                 |                         | Zlatá medaile     | Dana Brožková           | Sportcentrum Jičín          | 1:21:37                 |                         |
| Stříbrná medaile              | Petr Losman             | OK 99 Hradec Králové      | 1:50:20                 | +1:59                   | Stříbrná medaile  | Martina Dočkalová       | OK Lokomotiva Pardubice     | 1:23:37                 | +2:00                   |
| Bronzová medaile              | Michal Smola            | SKOB Zlín                 | 1:50:41                 | +2:20                   | Bronzová medaile  | Kamila Gregorová        | SK OB Chotěboř              | 1:23:40                 | +2:03                   |
| 4                             | Lukáš Barták            | Slovensko                 | 1:50:58                 | +2:37                   | 4                 | Iveta Duchová           | OK Lokomotiva Pardubice     | 1:27:13                 | +5:36                   |
| 5                             | Petr Fodor              | OOB TJ Turnov             | 1:51:36                 | +3:15                   | 5                 | Zdenka Kozáková         | KOS TJ Tesla Brno           | 1:28:10                 | +6:33                   |
| 6                             | David Hepner            | OK Slavia Hradec Králové  | 1:52:29                 | +4:08                   | 6                 | Radka Brožková          | Sportcentrum Jičín          | 1:28:36                 | +6:59                   |
| 7                             | Michal Jedlička         | OK Slavia Hradec Králové  | 1:52:36                 | +4:15                   | 7                 | Zuzana Jedličková       | OK Slavia Hradec Králové    | 1:30:02                 | +8:25                   |
| 8                             | Pavel Hradec            | OK Chrastava              | 1:55:44                 | +7:23                   | 8                 | Iva Rufferová           | OK Jiskra Nový Bor          | 1:31:14                 | +9:37                   |
| 9                             | Eduard Šmehlík          | OK Slavia Hradec Králové  | 1:56:43                 | +8:22                   | 9                 | Lucie Krafková          | OOB TJ Turnov               | 1:31:51                 | +10:14                  |
| 10                            | Luboš Matějů            | SK Praga                  | 1:56:53                 | +8:32                   | 10                | Barbora Baldrianová     | USK Praha                   | 1:31:59                 | +10:22                  |
| Pořadí                        | H20 – junioři           | H20 – junioři             | H20 – junioři           | H20 – junioři           | Pořadí            | D20 – juniorky          | D20 – juniorky              | D20 – juniorky          | D20 – juniorky          |
| Zlatá medaile                 | Miloš Nykodým           | SK Žabovřesky Brno        | 1:16:56                 |                         | Zlatá medaile     | Tereza Petrželová       | OK Slavia Hradec Králové    | 1:09:44                 |                         |
| Stříbrná medaile              | Matěj Klusáček          | SK Žabovřesky Brno        | 1:19:10                 | +2:14                   | Stříbrná medaile  | Ivana Bochenková        | Oddíl OB Kotlářka           | 1:11:43                 | +1:59                   |
| Bronzová medaile              | Pavel Procházka         | OK Jilemnice              | 1:20:34                 | +3:38                   | Bronzová medaile  | Věra Mádlová            | SK Žabovřesky Brno          | 1:12:16                 | +2:32                   |
| Pořadí                        | H18 – starší dorostenci | H18 – starší dorostenci   | H18 – starší dorostenci | H18 – starší dorostenci | Pořadí            | D18 – starší dorostenky | D18 – starší dorostenky     | D18 – starší dorostenky | D18 – starší dorostenky |
| Zlatá medaile                 | Pavel Kubát             | OK 99 Hradec Králové      | 1:07:37                 |                         | Zlatá medaile     | Madla Svobodná          | Oddíl OB Kotlářka           | 1:08:51                 |                         |
| Stříbrná medaile              | Jan Petržela            | OOB TJ Lokomotiva Trutnov | 1:09:01                 | +1:24                   | Stříbrná medaile  | Markéta Poloprutská     | Slavia Liberec orienteering | 1:10:42                 | +1:51                   |
| Bronzová medaile              | Ondřej Kantor           | TJ TŽ Třinec              | 1:12:09                 | +4:32                   | Bronzová medaile  | Denisa Kosová           | SOOB Spartak Rychnov n.Kn.  | 1:12:11                 | +3:20                   |
| Pořadí                        | H16 – mladší dorostenci | H16 – mladší dorostenci   | H16 – mladší dorostenci | H16 – mladší dorostenci | Pořadí            | D16 – mladší dorostenky | D16 – mladší dorostenky     | D16 – mladší dorostenky | D16 – mladší dorostenky |
| Zlatá medaile                 | Filip Hadač             | Orientační Běh Opava      | 59:43                   |                         | Zlatá medaile     | Vendula Horčičková      | SOB Olomouc                 | 52:06                   |                         |
| Stříbrná medaile              | Michal Hubáček          | OOB TJ Slovan Luhačovice  | 1:01:57                 | +2:14                   | Stříbrná medaile  | Kateřina Chromá         | SK Žabovřesky Brno          | 52:31                   | +0:25                   |
| Bronzová medaile              | Marek Schuster          | Orientační Běh Opava      | 1:02:39                 | +2:56                   | Bronzová medaile  | Lenka Knapová           | OK Lokomotiva Pardubice     | 53:15                   | +1:09                   |
| << předchozí • následující >> |                         |                           |                         |                         |                   |                         |                             |                         |                         |

Souhrnné informace naleznete v článku Mistrovství České republiky v orientačním běhu na klasické trati.

## Mistrovství ČR štafet
| Datum závodu   | 3. 10. 2009     |  | Místo konání    | Ostružno • aréna               |  | Pořadatel       | Sportcentrum Jičín              |
| Ředitel závodu | Jaroslav Havlík |  | Hlavní rozhodčí | Tomáš Kalenský                 |  | Stavitelé tratí | Jaroslav Havlík, Zdeněk Koťátko |
| Název mapy     | Řáholec – Sklář |  | Web závodu      | http://objicin.tpc.cz/mcr2009/ |  | Výsledky závodu |                                 |

| Zkrácené výsledky             | Zkrácené výsledky                                                    | Zkrácené výsledky | Zkrácené výsledky | Zkrácené výsledky | Zkrácené výsledky                                                             | Zkrácené výsledky | Zkrácené výsledky | Zkrácené výsledky | Zkrácené výsledky |
| Pořadí                        | H21 – muži                                                           | H21 – muži        | H21 – muži        | Pořadí            | D21 – ženy                                                                    | D21 – ženy        | D21 – ženy        |                   |                   |
| ----------------------------- | -------------------------------------------------------------------- | ----------------- | ----------------- | ----------------- | ----------------------------------------------------------------------------- | ----------------- | ----------------- | ----------------- | ----------------- |
| Zlatá medaile                 | SKOB Zlín Jan Šidla Lukáš Barták Michal Smola                        | 2:19:07           |                   | Zlatá medaile     | Oddíl OB Kotlářka Šárka Svobodná Ivana Bochenková Simona Karochová            | 2:19:14           |                   |                   |                   |
| Stříbrná medaile              | SK Praga Luboš Matějů Jan Šedivý Jan Procházka                       | 2:20:57           | +1:50             | Stříbrná medaile  | OK Lokomotiva Pardubice Iveta Duchová Jana Knapová Martina Dočkalová          | 2:20:14           | +1:00             |                   |                   |
| Bronzová medaile              | SK Žabovřesky Brno Zdeněk Rajnošek Adam Chromý Tomáš Dlabaja         | 2:21:21           | +2:14             | Bronzová medaile  | OK 99 Hradec Králové Vendula Doležalová Monika Topinková Jana Panchártková    | 2:22:44           | +3:30             |                   |                   |
| 4                             | OK Slavia Hradec Králové David Hepner Eduard Šmehlík Michal Jedlička | 2:23:09           | +4:02             | 4                 | SK Praga Vladěna Hrstková Martina Tichovská Martina Spurná                    | 2:25:47           | +6:33             |                   |                   |
| 5                             | OOB TJ Turnov Martin Baier Jakub Oma Petr Fodor                      | 2:25:02           | +5:55             | 5                 | OK Slavia Hradec Králové Martina Fejlková Zuzana Jedličková Tereza Petrželová | 2:27:10           | +7:56             |                   |                   |
| Pořadí                        | H18 – dorostenci                                                     | H18 – dorostenci  | H18 – dorostenci  | Pořadí            | D18 – dorostenky                                                              | D18 – dorostenky  | D18 – dorostenky  |                   |                   |
| Zlatá medaile                 | OOB TJ Lokomotiva Trutnov Jan Klusáček Jan Grundmann Jan Petržela    | 2:03:08           |                   | Zlatá medaile     | SOB Olomouc Jana Valešová Magdalena Čermáková Vendula Horčičková              | 1:58:08           |                   |                   |                   |
| Stříbrná medaile              | Orientační Běh Opava Filip Hadač Boris Navrátil Marek Schuster       | 2:05:24           | +2:16             | Stříbrná medaile  | Oddíl OB Kotlářka Zuzana Procházková Tereza Svobodná Madla Svobodná           | 2:07:00           | +8:52             |                   |                   |
| Bronzová medaile              | Magnus Orienteering Marek Strečko Robert Barcík Přemek Hnilica       | 2:06:23           | +3:15             | Bronzová medaile  | OK Slavia Hradec Králové Kristýna Mervartová Eliška Fundová Karolína Teplá    | 2:07:16           | +9:08             |                   |                   |
| << předchozí • následující >> |                                                                      |                   |                   |                   |                                                                               |                   |                   |                   |                   |

Souhrnné informace naleznete v článku Mistrovství České republiky v orientačním běhu štafet.

## Mistrovství ČR klubů a oblastních výběrů
| Datum závodu   | 4. 10. 2009      |  | Místo konání    | Ostružno • aréna               |  | Pořadatel       | Sportcentrum Jičín |
| Ředitel závodu | Jaroslav Havlík  |  | Hlavní rozhodčí | Tomáš Kalenský                 |  | Stavitelé tratí | Tomáš Kalenský     |
| Název mapy     | Řáholec – Homole |  | Web závodu      | http://objicin.tpc.cz/mcr2009/ |  | Výsledky závodu |                    |

| Zkrácené výsledky             | Zkrácené výsledky | Zkrácené výsledky | Zkrácené výsledky | Zkrácené výsledky | Zkrácené výsledky | Zkrácené výsledky | Zkrácené výsledky | Zkrácené výsledky | Zkrácené výsledky |
| Pořadí                        | DH21 - dospělí | DH21 - dospělí    | DH21 - dospělí    | Pořadí            | DH18 - dorost | DH18 - dorost     | DH18 - dorost     |                   |                   |
| ----------------------------- | --- | ----------------- | ----------------- | ----------------- | --- | ----------------- | ----------------- | ----------------- | ----------------- |
| Zlatá medaile                 | OK Lokomotiva Pardubice Tomáš Udržal Martina Dočkalová Jan Hovorka Jana Knapová Vladimír Lučan Iveta Duchová Zbyněk Štěrba               | 4:39:14           |                   | Zlatá medaile     | OK 99 Hradec Králové Karim Azeb Markéta Novotná Matěj Maňák Kateřina Kamenická Pavel Kubát Tereza Novotná Jakub Kamenický        | 4:35:07           |                   |                   |                   |
| Stříbrná medaile              | SK Žabovřesky Brno Zdeněk Rajnošek Věra Mádlová Adam Chromý Hana Hlavová Miloš Nykodým Eva Kabáthová Tomáš Dlabaja                       | 4:43:09           | +3:55             | Stříbrná medaile  | OOB TJ Lokomotiva Trutnov Tomáš Svoboda Lenka Svobodová Jan Klusáček Tereza Doškářová Jan Petržela Zuzana Kubátová Jan Grundmann | 4:41:21           | +6:14             |                   |                   |
| Bronzová medaile              | OK Slavia Hradec Králové David Hepner Zuzana Jedličková Michal Jirásek Martina Fejlková Eduard Šmehlík Tereza Petrželová Michal Jedlička | 4:46:19           | +7:05             | Bronzová medaile  | OOB TJ Turnov Vít Zakouřil Markéta Poloprutská Ondřej Švirák Nikola Kochová Tomáš Landovský Petra Pavlovcová Daniel Wolf         | 4:44:23           | +9:16             |                   |                   |
| 4                             | OK 99 Hradec Králové Jan Panchártek Monika Topinková Tomáš Novotný Vendula Doležalová Petr Zvěřina Jana Panchártková Petr Losman         | 4:47:51           | +8:37             | 4                 | OOB TJ Slovan Luhačovice Michal Hubáček Radka Sklenářová Johan Vavrys Šárka Kukolová Jiří Valenta Katarína Papugová Jakub Vlažný | 4:44:26           | +9:19             |                   |                   |
| 5                             | SK Praga Luboš Matějů Vladěna Hrstková Jan Flašar Martina Tichovská Jan Šedivý Martina Spurná Jan Procházka                              | 4:50:36           | +11:22            | 5                 | Magnus Orienteering Marek Strečko Renáta Kolářová Vojtěch Ludvík Mónika Szokol Přemek Hnilica Reka Tóth Marek Minář              | 4:45:06           | +9:59             |                   |                   |
| << předchozí • následující >> | |                   |                   |                   | |                   |                   |                   |                   |

Souhrnné informace naleznete v článku Mistrovství České republiky v orientačním běhu klubů a oblastních výběrů.